# مدرسه اسپوک
مدرسهٔ اسپوک (به انگلیسی: The Spook School) یک گروه موسیقی پاپ مستقل چهار نفره بریتانیایی از ادینبرو، اسکاتلند بود. این نام اشاره‌ای به مکتب گلاسگو است.
اشعار گروه «جنسیت، تمایلات جنسی و مسائل کوئیر» را با مضامینی مانند «سیالیت و فقدان دوگانه‌گرایی جنسیت» بررسی می‌کنند.
موسیقی آنها اغلب با گروه‌های مجموعهٔ سی۸۶ (C86) مقایسه می‌شود، گروه‌هایی چون: فروشندگان مغازه (Shop Assistants)، و همچنین خروس‌های‌وزوزو (The Buzzcocks); گروه همچنین از دیوید بویی به عنوان عامل تأثیرگذار نام می‌برد.